# 黑霧事件 (政界)
黑霧事件（日文：日语：／ Kuroikiri-jiken */?），是1966年下半年日本自由民主黨發生的一連串政治醜聞，是佐藤榮作繼任首相以來的面臨第一次內閣危機。連番的醜聞使國民對政府的信任度下降，社會黨等反對黨也乘機攻擊政府，導致佐藤首相被迫解散眾議院舉行大選，但是選舉結果卻是自民黨穩保多數席位的優勢，社會黨大敗。

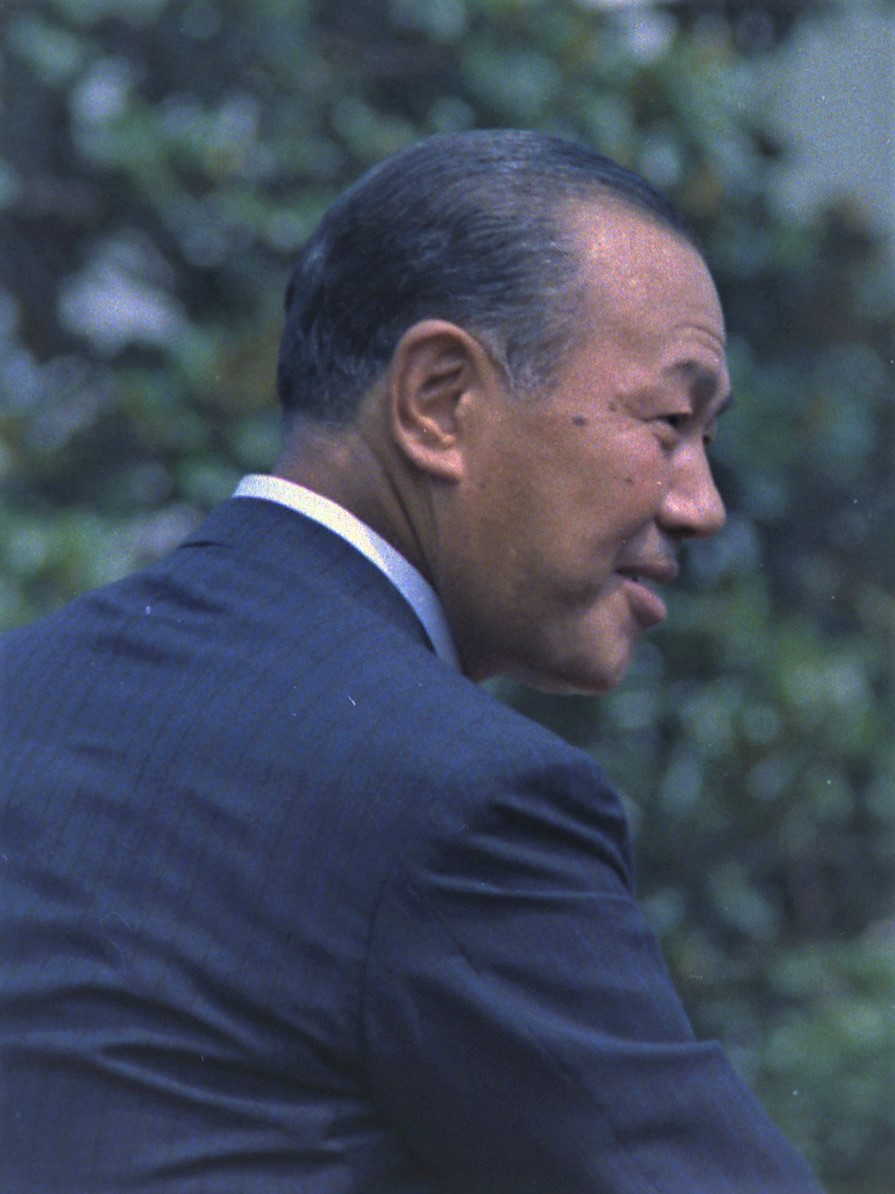
田中角榮的政治操盤能力和冷戰時代特殊格局，使自民黨在此波多發醜聞中，最後依然安全過關。

「黑霧」之名源自日本推理小說家松本清張於1960年出版的非虛構作品《日本的黑霧》（日本の黒い霧），這部作品著墨了日本二戰後盟軍佔領時期所發生的數個事件。作品出版後，「黑霧」也成為流行語。

## 連串醜聞

### 田中彰治事件
1966年8月5日，東京地方檢察廳以涉嫌恐嚇、欺詐、凌職、恐嚇未遂、教唆恐嚇、欺詐未遂、逃漏所得稅等罪名逮捕了自民黨籍的眾議院議員兼決算委員會委員長田中彰治。田中被控在出售國有土地虎門公園舊址時威脅國際興業會長小佐野賢治2.4億日圓；在轉賣深谷工業住宅區地段時，欺詐了大映的永田雅一1億日圓；恐嚇丸善石油經理和田完二3,000萬日圓；作假證明和作偽證等。
事件發生後引起軒然大波。田中彰治在事發之前一直宣揚自己的為民和清廉形象，而現在媒體卻給他安了個「match, pump的消防總管」（即「先放火，收到賄款才救火」）的綽號。
佐藤首相得知這個消息後，馬上指示自民黨幹事長田中角榮召開黨紀委員會，委員會最後決定將田中彰治開除黨籍。9月，田中彰治也辭去議員職務。
1974年，東京地方裁判所判決田中彰治罪名成立；1975年，在上訴過程中，田中彰治因肝硬化去世。

### 深谷站快車停站事件
9月3日，運輸大臣荒船清十郎被揭發對日本國有鐵道（日本國鐵）施加壓力，要求在10月1日修正行車時間表時，將高崎線的上下行共四班快速列車停靠他的選區的深谷站。運輸相這種做法被外界形容為蠻橫，民眾也普遍對此表示反感。
一開始，佐藤首相擔心此事會進一步惡化升級，於是特意警告了荒船，也公開表示政府和自民黨要整頓綱紀，全體黨員要「端正政治態度」。但是在10月11日的眾議院運輸委員會上，在野的社會黨等猛烈抨擊荒船，並且對荒船在9月去漢城（今首爾）參加日韓經濟部長座談會時，將兩個私營企業的職員一同帶行表示不滿。
荒船的公私不分問題至此已經嚴重影響政府聲譽，佐藤決定接受荒船的請辭。

### 共和製糖事件
其實「共和製糖事件」早就已經在坊間流傳著。9月1日，社會黨的大森創造和公明黨的二宮文造在參議院決算委員會上開始對政府出手國有土地問題提出質詢，從而帶出共和製糖事件。
1963年10月2日，農林開發興業銀行用廣島縣的民有林換取得高槻市的國有林19.14萬坪（價值約3,500萬日圓），和母公司共和製糖系統內的五間公司，用連根抵押的方式，從農林中央金庫借得39.375億日圓的貸款。以低額的擔保借到如此的巨款，令人不得不懷疑過程有腐敗存在。而前農林大臣重政誠之的秘書高橋喜壽丸就是農林開發興業銀行的經理，重政的內兄也曾在此銀行中任要職。共和製糖又以在宮崎縣建立葡萄糖製造工廠為名，從農林漁業金融公庫等借款，再用借來的資金建造砂糖工廠。
這一連串的醜聞的矛頭直指重政誠之。在野黨指責農林系統的企業巨額貸款是政治勢力勾結起來幹的。自民黨和在野黨在假票據處理問題上鬧僵。
11月17日，農林大臣松野賴三在參議院決算委員會上宣讀政府對共和製糖事件的調查報告。報告指，共和製糖的確將貸款用作他途，成為問題的票據也是不正確的，但是農林開發興業銀行、農林中央金庫、農林漁業金融公庫的放款態度是正確的，擔保力也是可靠的。
而自民黨的綱紀整飭調查會的報告指出，共和製糖接受的來自「新友會」的政治捐款是合法的，就連社會黨也有五名議員接受了新友會的捐款。11月18日，自治大臣鹽見俊二公布接受捐款人的數目，結果社會黨的議員竟然占多數。
11月19日，社會黨以涉嫌偽造票據和使用假票據告發共和製糖總經理菅貞人，將事件交由司法機構進行審理。
11月30日，菅貞人在共和製糖股東大會上正式辭職。
12月8日，東京地檢特搜部進入全國40多戶家宅進行搜查。
1967年2月8日，菅貞人和高橋喜壽丸被捕；3月18日，社會黨的參議員相澤重明涉嫌接受「日本葡萄糖工業會」的賄賂，被東京地檢要求調查。3月20日，社會黨宣布開除相澤；3月23日，相澤被正式起訴。
1973年6月22日，菅貞人等9人被判罪名成立；相澤二審被判有罪，上訴過程中去世。

### 農林大臣公費旅行事件
農林大臣松野賴三在參加日本-加拿大部長會議之後，回國途中同女婿等人前往墨西哥游玩，這件事被社會黨在眾議院決算及農林水產委員會上質詢。

### 防衛廳長官公私混淆事件
9月2日，防衛廳長官上林山榮吉回到他的原選區鹿兒島時，帶統合幕僚長、海陸空三軍的幕僚長乘坐航空自衛隊YS-11型機同行，還帶陸上自衛隊音樂隊同行。這件事在10月19日被報道，上林山被批評公私混淆。
社會黨在這件事上進一步打擊政府。眾議員大出俊在眾議院內閣委員會上追究上林山和因為恐嚇案而在保釋中的久保俊廣的關係，他羅列出三點：上林山回鄉時久保同行；上林山曾經簽名呼吁減除久保刑期；上林山是久保保釋時的擔保人。
上林山對此採取回避態度，他說自己「全不知道」，聲稱自己「沒有甚麼虧心事」，使在野黨不能進一步發難。

### 東京大証事件
「東京大証」的社長水野繁彦因為涉嫌用10億日圓的假票據欺詐投資者而被逮捕。11月25日，眾議院議長山口喜久一郎被揭發曾經給水野做媒人，當時的結婚照片還被水野用來作欺詐投資者的手段。
在野黨懷疑山口和水野的關係，要求山口議長辭職，否則將會拒絕審議一切議案。自民黨試圖和社會黨談判，但是最終告吹。社會黨甚至決定在12月6日的黨大會上以議員總辭的方式迫使國會解散。
12月2日，山口請辭；綾部健太郎（自民黨）接任議長，在接著進行的開幕式中，社會黨和共產黨的議員全體缺席。
山口喜久一郎在1969年的大選中落選，宣布退隱。

## 政治角力
黑霧事件發生之前，佐藤榮作剛剛對內閣進行了改造，正打算放手推行「佐藤路線」；但是突如其來的一連串政治醜聞打亂了政府的計劃，社會黨有借此機會大敗自民黨之勢。日本政界陷入了長達幾個月的政治動蕩。
10月13日，社會黨的佐佐木更三委員長召開記者招待會，闡明社會黨的強硬態度——內閣必須總辭，否則應該解散國會；如果這個要求被拒絕的話，自民黨的議員應該實行總辭以承擔責任，同時社會黨議員也會提出總辭；社會黨將會和民社黨、公明黨等在野黨推行倒閣運動。
10月14日，佐藤首相在內閣會議上表示了「拿出勇氣來處理政局」的決心，政府愿意虛心接受各種批評，使政治前進；他又強調，國民矚望於穩健、正確、不偏不倚、進步的政治路線，多數人不會喜歡社會主義和共產主義；最後他告誡自民黨，必須保持全黨一致原則。
但是自民黨內的確動搖了，反主流派的中曾根康弘、赤誠宗德等人都明里暗里提出首相應該改組內閣和更新黨務的人事安排。10月20日，佐藤首相發表強硬聲明稱不考慮總辭或者解散國會，同時還反諷說：雖然自民黨的民意支持率是下降了，但是社會黨的支持率也一樣是下降。
11月5日，內閣在札幌市舉行了「一日內閣」會議，佐藤首相表明了繼續執行以贏得國民信任的方針和信心；他還宣布將會改組內閣，盡快召開臨時國會，在刷新政治、實現國民要求的前提下才考慮解散國會。11月22日，佐藤宣布他將競選自民黨總裁，「用我的全力來凈化政界」。
雖然遭遇到藤山愛一郎的挑戰，但是在12月1日舉行的總裁選舉中，佐藤（289票）以絕對優勢擊敗了藤山（89票）。第二天，佐藤就調換了黨內三名重要領導人的職務，由福田赳夫接任田中角榮出任幹事長；12月3日，佐藤即完成了內閣改造，完全排斥了與黑霧有關的人物出任閣員，出現了「全面右翼內閣」，全黨一致體制崩潰。
與此同時，社會黨和民社黨、公明黨、共產黨在第53回臨時國會上展開猛烈攻勢，要求內閣請辭、解散國會。佐藤首相對此讓了步，表示在通過追加預算案之後可以解散國會。
但是社會黨卻決定以全體社會黨議員請辭為手段威脅政府，自民黨針對這項舉動也決定在大會表決議員的請辭書，並以多數表決的形式否決。不過後來議員請辭的事情並沒有發生。最後，追加預算案在兩院單獨審議的情況下通過了。國民對於政府和在野黨的互相攻伐已經感到失望，政府開始計劃在年內解散國會。
12月27日，第54回通常國會召開，議長綾部健太郎宣布收到解散眾議院的詔書，史稱「黑霧解散」。

## 眾議院選舉
由於黑霧事件的發生，使這次的大選備受關注，國民普遍要求堅決清除各黨派中的污職現象，捍衛日本來之不易的議會民主制度。1月8日，選舉候選人公布，參選人數為802人，他們將會競選486個議席，雖然是當時為止戰後競爭率最低的一次選舉，但是選舉依然十分激烈。
本來被看高一線的社會黨由於有核心成員卷入黑霧中最嚴重的「共和製糖事件」，所以他們反貪腐的口號反被自民黨揶揄了，自民黨還提醒選民社會黨和共產黨破壞議會政治，會使日本像中國的文化大革命一樣。而其它在野黨如公明黨和民社黨也沒有聯合社會黨，反而暗中攻擊社會黨以求自身選票增長。
1月29日，第31回眾議院議員選舉舉行，投票率為73.99%，比上屆上升了2.85%。選舉結果是自民黨穩定地保住解散前的議席（總得277席），如果加上與自民黨同盟的無黨派議員，則反而議席上升了。社會黨反而喪失了一個議席（總得140席），相對於選前的民意調查，可謂大敗。
這次選舉使佐藤榮作擺脫了黑霧事件的陰霾，另一方面，黨內的主流派更加得勢，佐藤更穩固地掌握著權力，為他全面推行自己的路線打下了基礎。